# Capo Kolka
Capo Kolka (in livone Kūolka nanā; in lettone Kolkasrags; antico nome in tedesco Domesnes; in russo Колка o мыс Домеснес) è un promontorio situato sul Mar Baltico, vicino all'ingresso del Golfo di Riga, sulla costa della Livonia, nella penisola della Curlandia in Lettonia. Il promontorio è circondato dallo stretto di Irbe (Irbes šaurums) che funge da confine naturale con l'Estonia. È una tra le località lettoni più incontaminate.

## Geografia
Capo Kolka rappresenta il limite nord-occidentale del Golfo di Riga. Ad est di esso si trova l'isola di Ruhnu (Estonia), situata proprio al centro del Golfo. Il promontorio è formato da più di 200 dune sabbiose formatesi con i sedimenti trasportati dai fiumi. Alcune delle formazioni sabbiose, le più alte, sono state levigate dal vento. Il più accentuato fenomeno di erosione degli ultimi decenni è rintracciabile più a sud di capo Kolka, presso Bernati e Mietrags. Oltre le spiagge si trovano foreste e qualche palude.
Vicino al capo si trova il faro di Kolka e l'insediamento omonimo. Quando nel 1992 il parlamento lettone ha istituito la regione di interesse culturale nota come costa livoniana, intendeva altresì salvaguardare l'integrità dei centri abitati situati negli immediati pressi del promontorio. I più vicini, sviluppatisi lungo la costa del Mar Baltico, sono Vaide, Saunags, Pitrags, Košrags e Sīkrags.
Altro elemento antropico nella geografia locale è costituito dalla strada che unisce la capitale Riga a Kolka e affianca il mare per più di 150 km: come in altre aree costiere del Paese, il sistema viario locale non conosce molte alternative: questa situazione costringe gli abitanti del posto a percorrere quest'unica rotta a disposizione, così come i turisti, i quali visitano il capo oltre che per i paesaggi naturali ben conversati perché parte del parco nazionale di Slītere.

## Storia
Domesnes (toponimo tedesco con cui si identificava la zona) ospita una delle sculture storiche più antiche della Lettonia. Si tratta della pietra runica di Mervalla (Sö 198), eretta dopo l'anno 1000: essa commemora il Vichingo Sven, che spesso viaggiava dal Kolkasrags (ovvero capo Kolka) fino a Zemgale (Simkala). Nelle lingue ugro-finniche (estone e finlandese), il termine locale con cui si identifica capo Kolka significa "angolo acuto".

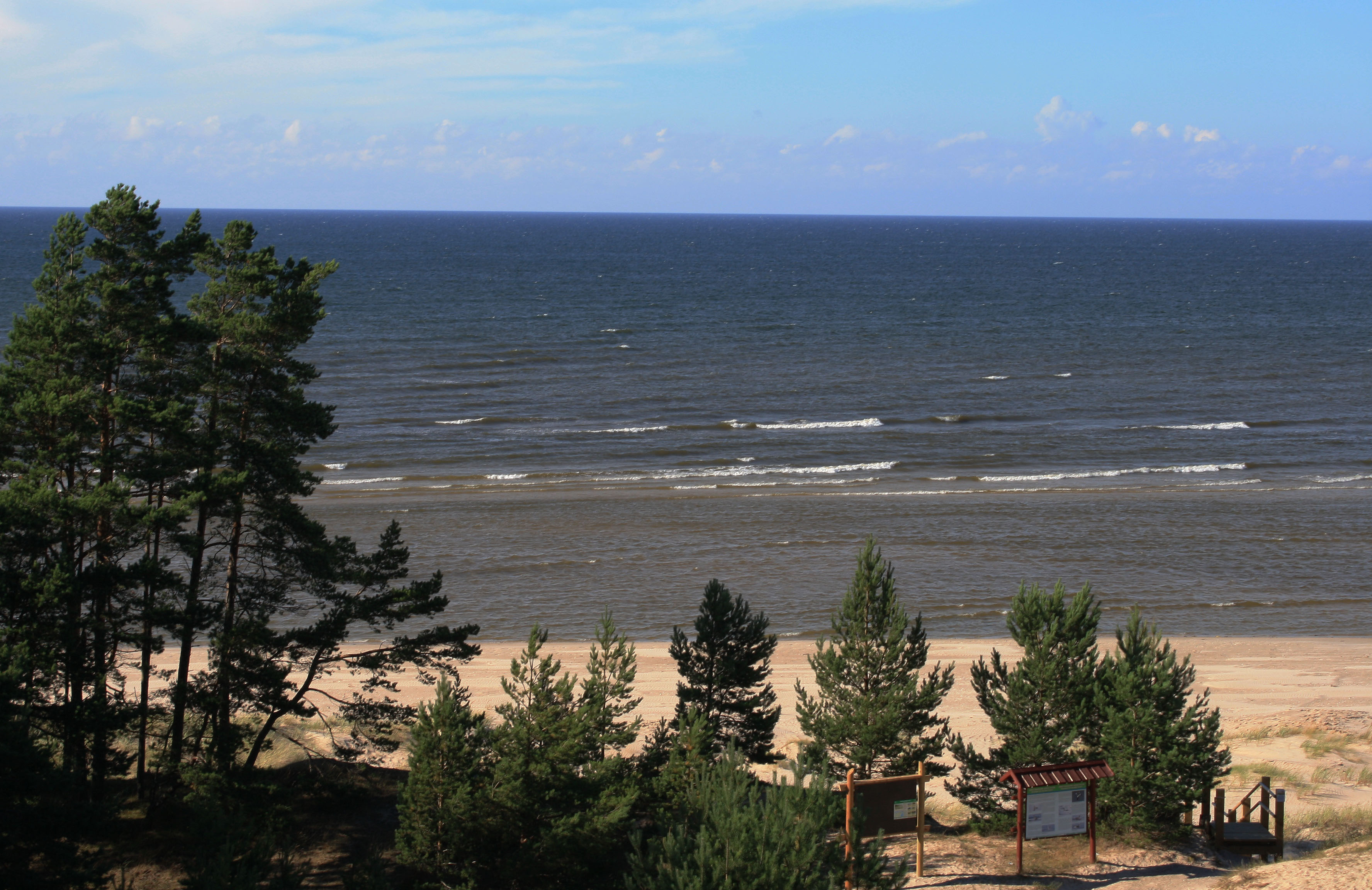
Panorama nei pressi di capo Kolka: la macchia verde di foreste si arresta solo a pochi passi dalle spiagge sul mar Baltico

Secondo la leggenda, capo Kolka fu creato quando Lucifero decise di accumulare del terreno per costruire una strada che conducesse a Saaremaa, un'isola estone situata più a nord.
Il promontorio è un importante sito dal punto di vista ornitologico, per via del passaggio di diverse specie di uccelli migratori. Le rovine dell'antico faro di Kolka del XVI secolo sono oggi sulla riva, anche se ogni anno diminuiscono le parti visibili per via di un lento declino della struttura nel mar Baltico. In passato, il vecchio faro non era posizionato così vicino all'acqua.
Nel 1955 fu costruita una base militare sovietica sulla costa della Livonia (ergo nei pressi di capo Kolka). Per la realizzazione della stessa, alcuni abitanti furono costretti ad abbandonare gli insediamenti circostanti, dovendo spostarsi in località che fossero più lontane dal mare. Successivamente, ulteriori centri cittadini della costa occidentale dovettero essere quasi tutti sgombrati quando l'URSS trasformò la costa baltica, suo confine occidentale con il resto del continente, in una "zona di confine chiusa" dove non era permesso risiedere e, da quel momento, nemmeno più pescare. Si stima che alla fine di tutte le espropriazioni compiute il demanio ammontasse a 1.200 km² e che tra il 1944 e il 1994 più di 3.000 militari russi furono di stanza in Lettonia. Tale isolamento ha permesso di mantenere oggi così ben preservata a livello biologico la zona.